# مطبگ وسطی
مطبگ وسطی، روستایی از توابع بخش مرکزی شهرستان رامشیر در استان خوزستان ایران است.

## جمعیت
این روستا در دهستان عبدلیه غربی قرار دارد و براساس سرشماری مرکز آمار ایران در سال ۱۳۸۵، جمعیت آن ۶۵ نفر (۱۱خانوار) بوده‌است.